# Zemský okres Přední Pomořansko-Greifswald
Zemský okres Přední Pomořansko-Greifswald (německy Landkreis Vorpommern-Greifswald) je zemský okres v německé spolkové zemi Meklenbursko-Přední Pomořansko. Sídlem správy zemského okresu je město Greifswald. Má přibližně 237 tisíc obyvatel. 

## Města a obce
Města:
1. Anklam
2. Greifswald
3. Gützkow
4. Eggesin
5. Jarmen
6. Lassan
7. Loitz
8. Pasewalk
9. Penkun
10. Strasburg (Uckermark)
11. Torgelow
12. Ueckermünde
13. Usedom
14. Wolgast

Obce:
1. Ahlbeck
2. Alt Tellin
3. Altwarp
4. Altwigshagen
5. Bandelin
6. Bargischow
7. Behrenhoff
8. Bentzin
9. Benz
10. Bergholz
11. Blankensee
12. Blesewitz
13. Boldekow
14. Boock
15. Brietzig
16. Brünzow
17. Bugewitz
18. Buggenhagen
19. Butzow
20. Daberkow
21. Dargelin
22. Dargen
23. Dersekow
24. Diedrichshagen
25. Ducherow
26. Fahrenwalde
27. Ferdinandshof
28. Garz
29. Glasow
30. Görmin
31. Grambin
32. Grambow
33. Gribow
34. Groß Kiesow
35. Groß Luckow
36. Groß Polzin
37. Hammer a. d. Uecker
38. Hanshagen
39. Heinrichswalde
40. Heringsdorf
41. Hinrichshagen
42. Hintersee
43. Iven
44. Jatznick
45. Kamminke
46. Karlsburg
47. Karlshagen
48. Katzow
49. Kemnitz
50. Klein Bünzow
51. Koblentz
52. Korswandt
53. Koserow
54. Krackow
55. Krien
56. Kröslin
57. Kruckow
58. Krugsdorf
59. Krummin
60. Krusenfelde
61. Leopoldshagen
62. Levenhagen
63. Liepgarten
64. Löcknitz
65. Loddin
66. Loissin
67. Lubmin
68. Lübs
69. Luckow
70. Lühmannsdorf
71. Lütow
72. Medow
73. Meiersberg
74. Mellenthin
75. Mesekenhagen
76. Mölschow
77. Mönkebude
78. Murchin
79. Nadrensee
80. Neetzow-Liepen
81. Neu Boltenhagen
82. Neu Kosenow
83. Neuenkirchen (bei Anklam)
84. Neuenkirchen (bei Greifswald)
85. Nieden
86. Papendorf
87. Peenemünde
88. Plöwen
89. Polzow
90. Postlow
91. Pudagla
92. Ramin (obec)
93. Rankwitz
94. Rollwitz
95. Rossin
96. Rossow
97. Rothemühl
98. Rothenklempenow
99. Rubenow
100. Rubkow
101. Sarnow
102. Sassen-Trantow
103. Sauzin
104. Schmatzin
105. Schönwalde
106. Spantekow
107. Stolpe an der Peene
108. Stolpe auf Usedom
109. Trassenheide
110. Tutow
111. Ückeritz
112. Viereck
113. Vogelsang-Warsin
114. Völschow
115. Wackerow
116. Weitenhagen
117. Wilhelmsburg
118. Wrangelsburg
119. Wusterhusen
120. Zemitz
121. Zempin
122. Zerrenthin
123. Ziethen
124. Zinnowitz
125. Zirchow
126. Züssow